# Kornelia
Kornelia – imię żeńskie pochodzenia łacińskiego. Żeński odpowiednik imienia Kornel, Korneliusz i Korneli. Wywodzi się od nazwiska rzymskiego rodu Korneliuszy. Imię to było znane już w starożytności. W Polsce nadawane co najmniej od 1770 roku. Wśród imion nadawanych nowo narodzonym dzieciom, Kornelia w 2017 r. zajmowała 25. miejsce w grupie imion żeńskich.
Kornelia imieniny obchodzi 31 marca, w dniu wspomnienia św. Kornelii z Afryki.
Znane osoby o imieniu Kornelia:
- Kornelia – matka Grakchów, najmłodsza córka Scypiona Afrykańskiego Starszego, Uznana przez naród za wzór rzymskiej matrony i wzorowej matki
- Kornelia – żona Paullusa Lepidusa
- Cornelia Anken (ur. 1967) – niemiecka pisarka, tworząca głównie kryminały, opowiadania i thrillery
- Cornelia Wilhelmina Maria Baltussen (1912–2005) – siostra Czerwonego Krzyża, która opiekowała się polskimi spadochroniarzami 1. Samodzielnej Brygady Spadochronowej
- Cornelia Bouman (1903–1998) – holenderska tenisistka
- Cornelia Bürki (ur. 1953) – szwajcarska lekkoatletka
- Cornelia Clapp (1849–1934) – amerykańska zoolog i biolog morski
- Cornelia Deiac (ur. 1988) – rumuńska lekkoatletka specjalizująca się w skoku w dal
- Kornelia Dobkiewiczowa (1912–1990) – polska pisarka, autorka utworów dla młodzieży i folklorystka
- Kornelia Ender (ur. 1958) – niemiecka pływaczka, medalistka olimpijska, rekordzistka świata
- Cornelia Ernst (ur. 1956) – niemiecka polityk związana z Saksonią
- Cornelia Funke (ur. 1958) – autorka książek dla dzieci i młodzieży nazywana "niemiecką Rowling"
- Cornelia Groot (ur. 1988) – holenderska piłkarka ręczna
- Cornelia Hanisch (ur. 1952) – niemiecka florecistka
- Cornelia Hütter (ur. 1992) – austriacka narciarka alpejska
- Cornelia Kirsten (ur. 1962) – niemiecka lekkoatletka specjalizująca się w biegach sprinterskich
- Kornelia Kubińska z domu Marek (ur. 1985) – polska biegaczka narciarska
- Cornelia Linse (ur. 1959) – niemiecka wioślarka
- Cornelia Meusburger (ur. 1972) – austriacka narciarka alpejska, dwukrotna medalistka mistrzostw świata juniorów
- Kornelia Moskwa (ur. 1996) – polska siatkarka
- Cornelia Neuhaus (ur. 1967) – niemiecka pisarka: autorka kryminałów i książek dla młodzieży
- Kornelia Nitzler (ur. 1987) – polska wioślarka
- Cornelia Oschkenat (ur. 1961) – wschodnioniemiecka płotkarka
- Cornelia Pieper (ur. 1959) – niemiecka polityk, posłanka do Bundestagu, konsul generalny w Gdańsku od 2014
- Cornelia Porrini (ur. 1976) – szwajcarska biegaczka narciarska
- Cornelia Pröll (ur. 1961) – austriacka narciarka alpejska
- Cornelia Roider (ur. 1994) – austriacka skoczkini narciarska
- Cornelia Sirch (ur. 1966) – wschodnioniemiecka pływaczka
- Cornelia Sorabji (1866–1954) – indyjska pisarka i działaczka społeczna
- Kornelia Stawicka (ur. 1973) – polska pływaczka, olimpijka z Seulu 1988
- Cornelia Ullrich (ur. 1963) – niemiecka lekkoatletka
- Kornelia Wróblewska (ur. 1982) – polska dziennikarka i polityk, posłanka na Sejm VIII kadencji
- Kornelia Lesiewicz (ur. 2003) – polska lekkoatletka, specjalizująca się w biegu na 400 metrów
- Kornelia Fiedkiewicz (ur. 2001) – polska pływaczka specjalizująca się w stylu dowolnym

Postaci fikcyjne:
- Cornelia Hale – jedna z głównych bohaterek komiksu i serialu animowanego W.I.T.C.H.
- Kornelia Ćwir – postać pojawiająca się w grach komputerowych serii The Sims
- Kornelia „Nela” Trojańska – córka Heleny Trojańskiej, głównej bohaterki serialu Hela w opałach
- Kornelia Zawadzka – córka Beaty Darmięty i Andrzeja Zawadzkiego, bohaterów serialu TVN „Przepis na życie”